# Provincia de Tahuamanu
La provincia de Tahuamanu es una provincia del departamento de Madre de Dios, Perú. Según el censo de 2017, tiene una población de 11 047 habitantes.

## Historia
La provincia fue creada mediante Ley n.º 1782, del 26 de diciembre de 1912.

## Geografía
Limita al norte con Brasil, al este con Bolivia, al sur con la provincia de Tambopata y al oeste con el departamento de Ucayali.

## División administrativa
La provincia tiene una extensión de 20 314.58 km² y está dividida en 3 distritos:
- Iñapari
- Iberia
- Tahuamanu

## Capital
La capital de esta provincia es la ciudad de Iñapari.

## Autoridades

### Municipales
- 2023-2026
  - Alcalde: Rubén Darío Copa Alarcón
- 2019-2022
  - Alcalde: José Abraham Cardozo Mouzully